# 1865年三国同盟条约
三国同盟条约（Treaty of the Triple Alliance）是1865年在巴拉圭战争爆发后，由巴西帝国、阿根廷与乌拉圭三方签署的对抗巴拉圭的条约，其条款约定了战争期间与战后同盟的行动。
1870年巴拉圭战败后，长期互为宿敌的阿根廷与巴西，因对条约产生的误解与分歧，使两国徘徊于战争边缘长达六年。